# Dioryctria schuetzeella
Dioryctria schuetzeella – gatunek motyla z rodziny omacnicowatych. Zamieszkuje strefę klimatu umiarkowanego w Europie. Gąsienice żerują na liściach i pąkach świerków i jodeł.

## Taksonomia
Gatunek ten opisany został po raz pierwszy w 1899 roku przez Augusta Fuchsa. Jako miejsce typowe wskazano Rachlau w Niemczech.

## Morfologia
Samce osiągają od 10 do 11,5 mm, a samice od 9,5 do 12 mm długości przedniego skrzydła; rozpiętość skrzydeł wynosi od 21 do 28 mm. Głowa zaopatrzona jest w głaszczki wargowe o trzecim członie trzykrotnie krótszym od drugiego i nitkowate czułki o długości od 6 do 8 mm. U samca na czułkach występuje kępka łusek pokrywająca pięć ich członów.
Przednie skrzydło porastają łuski barwy szarej, czarnej, białawej i jasnopomarańczowej, formujące nakrapianie oraz wzór z czterema liniami i jedną plamką. Zatarta, a niekiedy zanikła linia przedśrodkowa kontrastuje w części odsiebnej z grubą, czarną kreską. Linia środkowa również kontrastuje w części odsiebnej z czarną kreską, przynajmniej tak szeroką jak ona. Nerkowata plamka środkowa (łac. stigma discalis) ma białe zabarwienie i kontrastuje z przyciemnieniem pomiędzy nią a linią środkową. Obszar porośnięty łuskami jasnopomarańczowymi leży poniżej plamki nerkowatej. Silnie ząbkowana linia zaśrodkowa dochodzi do żyłki kostalnej pod kątem około 45°. Delikatną, czarną linię końcową zwykle przerywają łuski barwy szarawobiałej. Strzępina jest szaro i brązowo nakrapiana. Tylne skrzydło jest szare z niewyraźną linią zaśrodkową, beżowym obrzeżeniem i białą strzępiną.
U samca środkowa płytka ósmego sternitu odwłoka ma wydłużony wierzchołek. Genitalia samca cechuje unkus o wąsko zaokrąglonym, wydłużenie trójkątnym wierzchołku i co najwyżej lekko wypukłych brzegach bocznych, walwa z rejonem oszczecinionym krótszym od mającej zwężony i zaostrzony wierzchołek kosty, kolec przedwierzchołkowy kosty odsunięty od jej szczytu w kierunku przednio-grzbietowym, ampułkowaty sakulus oraz mające mniej więcej ćwierć długości genitaliów winkulum. Sam fallus ma w wezyce od 45 do 65 małych cierni, natomiast pozbawiony jest cierni dużych. Samica ma przewody torebki kopulacyjnej około sześciokrotnie dłuższe niż szerokie, proste, wyposażone w płat tylny i podłużnie pomarszczone na całej długości colliculum. Przednio-boczny wyrostek tychże przewodów odchodzi po lewej ich stronie.

## Biologia i ekologia
Owad ten zasiedla lasy iglaste i parki.
Gąsienice są fitofagami, żerującymi na pąkach i liściach pędów końcowych różnych gatunków z rodzaju świerk i jodła.
Imagines latają od czerwca do sierpnia.

## Rozprzestrzenienie
Gatunek palearktyczny, zamieszkujący strefę klimatu umiarkowanego w Europie. Wykazany został z Francji, Wielkiej Brytanii, Belgii, Luksemburgu, Holandii, Niemiec, Austrii, Szwajcarii, Włoch, Danii, Norwegii, Szwecji, Finlandii, Estonii, Łotwy, Litwy, Polski, Czech, Słowacji, Węgier, Rumunii i Rosji.